# Alfabeti kazaki

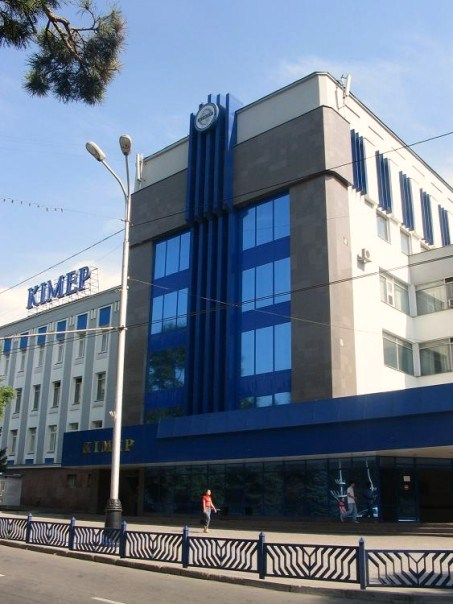
Università del Kazakistan con acronimo in russo latino

La lingua kazaka viene trascritta con tre alfabeti: latino, cirillico e arabo.
L'alfabeto cirillico è tuttora utilizzato in Kazakistan e in Mongolia, anche se un decreto presidenziale dell'ottobre 2017 ha imposto la transizione completa verso l'alfabeto latino entro il 2025.

## Storia
Nel febbraio 1926, al Primo Plenum del Congresso turcologico del Comitato centrale per il nuovo alfabeto turco nell'Unione Sovietica, fu deciso di usare l'alfabeto latino per la lingua kazaka, grazie specialmente ai linguisti Polivanov e Jakovlev, che promossero l'uso dell'Alfabeto latino negli Stati turchi dell'Unione sovietica.
Dal 1927 al 1940 nel Kazakistan sovietico fu usato l'alfabeto latino, anche a seguito della decisione di Kemal Atatürk – appoggiata da quasi tutto il mondo accademico delle popolazioni turche – di occidentalizzare gli Stati turchi anche nel sistema di scrittura.
Fu usato specificamente l'alfabeto uniforme turco fino al 1940 quando Stalin lo fece sostituire con il cirillico, allo scopo di russificare i kazaki (detti storicamente "Cosacchi"). All'interno dell'Unione Sovietica la lingua kazaka usò obbligatoriamente l'alfabeto cirillico fino alla crisi del sistema comunista sul finire degli anni ottanta.

## Situazione attuale
Soltanto dopo l'indipendenza del Kazakistan nel 1991 le autorità locali cercarono di sostituire il cirillico, anche allo scopo di rovesciare l'egemonia russa nel nuovo Stato indipendente. Infatti nei primi anni novanta erano russi circa il 40% degli abitanti del Kazakistan, ma detenevano quasi tutte le leve del potere socio-economico.

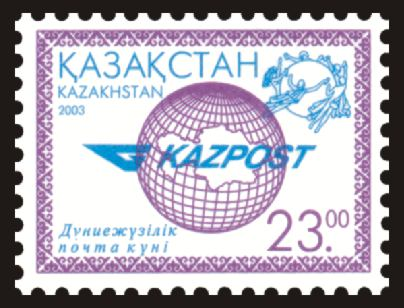
Francobollo della Poste del Kazakistan, in alfabeto latino e cirillico

Nel 2006 il Presidente Nursultan Nazarbaev propose di procedere lentamente - in un periodo di 15 anni - verso l'uso esclusivo del kazako in alfabeto latino, come si stava facendo per la Lingua uzbeca ed era stato fatto con successo per la Lingua azera e per la Lingua turkmena.
Questo progetto sarebbe costato 300 milioni di dollari USA, ma avrebbe rinforzato l'identità nazionale dei Kazaki e rinforzato i legami coll'Europa Unita e l'Occidente, secondo il Presidente kazako.
Il 13 dicembre 2007, però, è stato lo stesso presidente Nazarbaev a sospendere il progetto. A suo avviso, “per più di settant'anni abbiamo scritto e letto in cirillico, e nel nostro Paese vivono più di 100 gruppi etnici; pertanto non dobbiamo aver fretta nel cambio di alfabeto, perché abbiamo bisogno di pace e stabilità". La questione linguistica, però, di tanto in tanto è tornata nel dibattito politico: nel 2011 alcuni intellettuali kazaki hanno proposto di togliere al russo lo status di lingua ufficiale, ma la proposta è stata respinta.
Attualmente alcuni siti web del governo sono disponibili sia in alfabeto cirillico che in alfabeto latino.
Tra questi quello ufficiale del governo del Kazakistan e quello dell'Agenzia informativa statale, dove si trova anche la versione in latino.

## Alfabeto latino

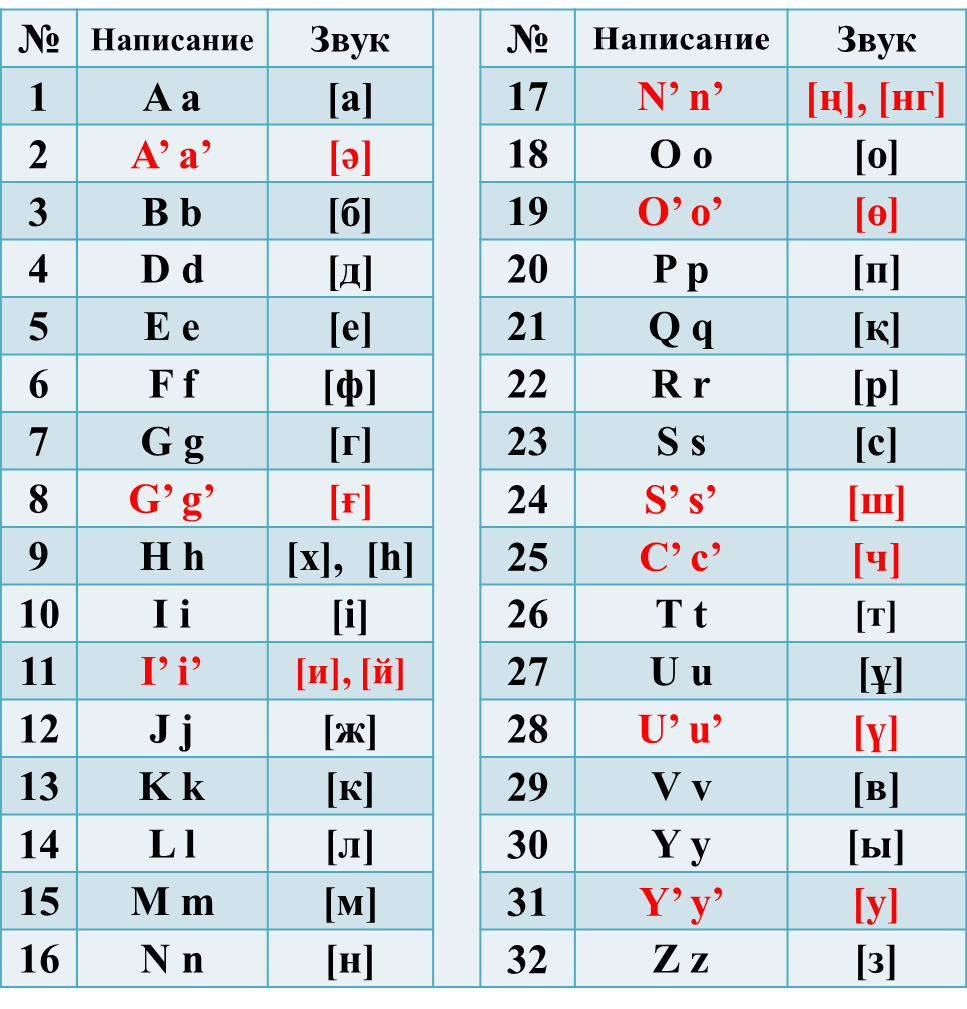
Alfabeto latino proposto inizialmente per la lingua kazaka, attuato dal decreto presidenziale 569 (26 ottobre 2017). Successivamente rivisto dal decreto presidenziale 637 del 19 febbraio 2018, sostituendo l'apostrofo con segni diacritici e digrafi

Revisione dell'alfabeto latino kazako del 2021.

Un certo numero di alfabeti latini sono in uso per scrivere la lingua kazaka. Una variante basata sull'alfabeto turco è utilizzata ufficiosamente dalla diaspora kazaka in Turchia, nei paesi occidentali e in Kazakistan. Come con altre lingue turche dell'Asia centrale, un alfabeto latino fu introdotto dai sovietici e usato dal 1929 al 1940 quando fu sostituito con il cirillico.
Versione del 1929 (Çaꞑalip)
| A a | B ʙ | C c | Ç ç | D d | E e | Ə ə | G g | Ƣ ƣ | H h |
| I i | J j | K k | L l | M m | N n | Ꞑ ꞑ | O o | Ɵ ɵ | P p |
| Q q | R r | S s | T t | U u | V v | Y y | Z z | Ь ь |     |

Versione del 1938 (Çaꞑalip)
| A a | B ʙ | V v | G g | D d | E e | Ç ç | Z z | I i | J j | K k |
| L l | M m | N n | O o | P p | R r | S s | T t | U u | F f | X x |
| Ƣ ƣ | Q q | C c | Ə ə | H h | Ꞑ ꞑ | Ɵ ɵ | Ū ū | Y y | Ь ь |     |

Nell'ambito di un programma di modernizzazione, il decreto 569 del presidente kazako Nursultan Nazarbaev ha ordinato la sostituzione dell'alfabeto cirillico con uno latino entro il 2025. Nel 2007, Nazarbaev ha affermato che la trasformazione dell'alfabeto kazako dal cirillico al latino non dovrebbe essere affrettata, come ha osservato: "Per 70 anni, i kazaki hanno letto e scritto in cirillico. Più di 100 nazionalità vivono nel nostro stato. Quindi abbiamo bisogno di stabilità e pace. Non dovremmo avere fretta nel problema della trasformazione dell'alfabeto".
Nel 2015, il Ministro della Cultura e dello Sport Arystanbek Muhamedıuly ha annunciato che era in corso un piano di transizione, con specialisti che lavoravano sull'ortografia per accogliere gli aspetti fonologici della lingua. Il 12 aprile 2017, il presidente Nazarbaev ha pubblicato un articolo sul quotidiano statale Egemen Qazaqstan che annunciava il passaggio all'alfabeto latino entro il 2025, una decisione attuata con un decreto.
Nazarbaev ha sostenuto che "la lingua e la cultura kazaka sono state devastate" durante il periodo del dominio sovietico e che porre fine all'uso del cirillico è utile per riaffermare l'identità nazionale. Il nuovo alfabeto latino è anche un passo per indebolire la tradizionale influenza russa sul paese, poiché la lingua russa è la seconda lingua ufficiale del paese. L'alfabeto latino proposto inizialmente cercava di evitare digrafi (come "sh", "ch") e segni diacritici (come "ä" o "ç"). In effetti, il presidente Nazarbaev aveva espressamente dichiarato che il nuovo alfabeto non doveva contenere "ganci o punti superflui". Invece, il nuovo alfabeto, che si basa su una traslitterazione del cirillico in lettere latine, avrebbe usato gli apostrofi per indicare quelle lettere kazake in cui non esisteva un equivalente latino diretto. È simile all'alfabeto latino karakalpako e all'alfabeto uzbeco.
Una versione rivista dell'alfabeto latino 2017 è stata annunciata a febbraio 2018. Il decreto presidenziale 637 del 19 febbraio 2018 modifica il decreto del 2017 e l'uso degli apostrofi è stato sospeso e sostituito con segni diacritici e digrafi. In particolare, il nuovo alfabeto usa l'accento acuto dove altri alfabeti preferiscono usare le dieresi.
Il Kazakistan ha lanciato alcune applicazioni e siti web per facilitare il passaggio all'alfabeto latino. Uno di questi è un nuovo portale web, Qazlatyn.kz, che utilizza il nuovo alfabeto latino per riportare notizie e altre informazioni sul Kazakistan.
Nel gennaio 2021 è stata presentata una nuova revisione dell'alfabeto latino kazako, che ha introdotto le lettere Ä ä (Ə ə), Ö ö (Ө ө), Ü ü (Ү ү), Ğ ğ (Ғ ғ), Ū ū (Ұ ұ), Ŋ ŋ (Ң ң) e Ş ş (Ш ш), avvicinandolo ancora di più all'alfabeto turco comune. Una successiva revisione il 22 aprile ha ulteriormente ridotto questo divario cambiando Ŋ ŋ in Ñ ñ. Questa versione è stata ufficialmente adottata per una fase di transizione che si prevede duri fino al 2031.

### Alfabeto latino ufficiale (2018)
| A a | Á á | B b | D d | E e | F f | G g   | Ǵ ǵ   |
| H h | I i | I ı | J j | K k | L l | M m   | N n   |
| Ń ń | O o | Ó ó | P p | Q q | R r | S s   | T t   |
| U u | Ú ú | V v | Y y | Ý ý | Z z | Sh sh | Ch ch |

### QazAqparat
| A a | Ä ä | B b | C c | Ç ç | D d | E e   | F f   | G g | Ğ ğ |
| H h | X x | I ı | İ i | J j | K k | Q q   | L l   | M m | N n |
| Ñ ñ | O o | Ö ö | P p | R r | S s | Ş ş   | T t   | U u | Ü ü |
| V v | W w | Y y | Z z | É é | Ï ï | Yw yw | Ya ya |     |     |

L'alfabeto del Qazaqsa era precedentemente utilizzato in maniera ufficiosa e possiede 38 differenti lettere, delle quali 11 sono vocali.

## Confronto
| Cirillico | Latino (2017) | Latino (2018) | Latino (2021) | Latino (QazAqparat) | IPA             |
| --------- | ------------- | ------------- | ------------- | ------------------- | --------------- |
| А а       | A a           | A a           | A a           | A a                 | /ɑ/             |
| Ә ә       | A' a'         | Á á           | Ä ä           | Ä ä                 | /æ/             |
| Б б       | B b           | B b           | B b           | B b                 | /b/             |
| В в       | V v           | V v           | V v           | V v                 | /v/             |
| Г г       | G g           | G g           | G g           | G g                 | /ɡ/             |
| Ғ ғ       | G' g'         | Ǵ ǵ           | Ğ ğ           | Ğ ğ                 | /ʁ/             |
| Д д       | D d           | D d           | D d           | D d                 | /d/             |
| Е е       | E e           | E e           | E e           | E e                 | /e/, /ʲe/       |
| Ё ё       | Yo yo         | Io ıo         | İo io         | Yo yo               | /jo/            |
| Ж ж       | J j           | J j           | J j           | J j                 | /ʒ/, /ʐ/        |
| З з       | Z z           | Z z           | Z z           | Z z                 | /z/             |
| И и       | I' i'         | I ı           | İ i           | Ï ï                 | /əj/, /ɘj/      |
| Й й       | I' i'         | I ı           | İ i           | Y y                 | /j/             |
| К к       | K k           | K k           | K k           | K k                 | /k/             |
| Қ қ       | Q q           | Q q           | Q q           | Q q                 | /q/             |
| Л л       | L l           | L l           | L l           | L l                 | /ɫ/, /l/        |
| М м       | M m           | M m           | M m           | M m                 | /m/             |
| Н н       | N n           | N n           | N n           | N n                 | /n/             |
| Ң ң       | N' n'         | Ń ń           | Ñ ñ           | Ñ ñ                 | /ŋ/             |
| О о       | O o           | O o           | O o           | O o                 | /o/, /ʷo/       |
| Ө ө       | O' o'         | Ó ó           | Ö ö           | Ö ö                 | /œ/, /ʷœ/       |
| П п       | P p           | P p           | P p           | P p                 | /p/             |
| Р р       | R r           | R r           | R r           | R r                 | /ɾ/             |
| С с       | S s           | S s           | S s           | S s                 | /s/             |
| Т т       | T t           | T t           | T t           | T t                 | /t/             |
| У у       | Y' y'         | Ý ý           | U u           | W w                 | /w/, /ʊw/, /ʉw/ |
| Ұ ұ       | U u           | U u           | Ū ū           | U u                 | /ʊ/             |
| Ү ү       | U' u'         | Ú ú           | Ü ü           | Ü ü                 | /ʉ/             |
| Ф ф       | F f           | F f           | F f           | F f                 | /f/             |
| Х х       | H h           | H h           | H h           | X x                 | /χ/             |
| Һ һ       | H h           | H h           | H h           | H h                 | /h/             |
| Ц ц       |               | S s           | ?             | C c                 | /ts/            |
| Ч ч       | C' c'         | Ch ch         | ?             | Ç ç                 | /t͡ɕ/            |
| Ш ш       | S' s'         | Sh sh         | Ş ş           | Ş ş                 | /ʃ/, /ʂ/        |
| Щ щ       |               | Shch shch     | ?             | Şç şç               | /ɕː/            |
| Ъ ъ       |               |               |               | (ʺ)                 | --              |
| Ы ы       | Y y           | Y y           | Y y           | I ı                 | /ə/             |
| І і       | I i           | I i           | I i           | İ i                 | /ɘ/             |
| Ь ь       |               |               |               | (ʹ)                 | --              |
| Э э       |               | E e           | ?             | É é                 | /e/             |
| Ю ю       |               | Iý ıý         | İu iu         | Yw yw               | /jʉw/, /jʊw/    |
| Я я       |               | Ia ıa         | İa ia         | Ya ya               | /jɑ/            |

Esempio dell'alfabeto latino 2018 e QazAqparat:
Barlyq adamdar týmysynan azat jáne qadir-qasıeti men kuqyqtary teń bolyp dúnıege keledi.
Barlıq adamdar twmısınan azat jäne qadir-qasïeti men kuqıqtarı teñ bolıp dünïege keledi.
(Tutti gli uomini nascono liberi ed uguali in dignità e diritti).